# Apiteràpia

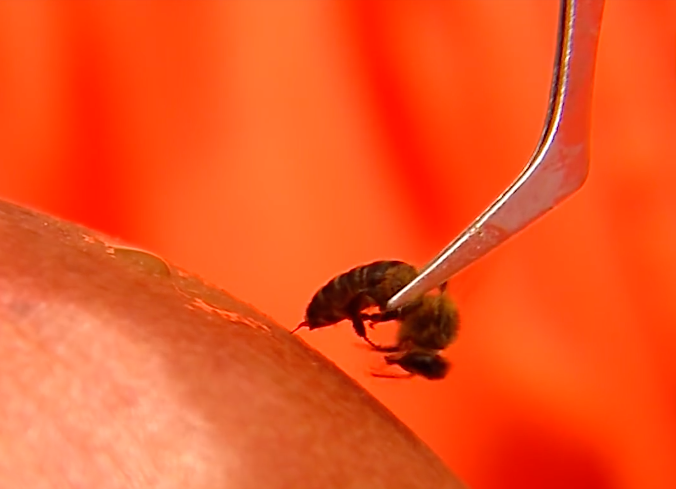
Fibló d'abella sent aplicat sobre la pell d'un pacient.

L'apiteràpia és una forma de medicina alternativa sense suport científic que utilitza verí d'abella (apitoxina) i productes apícoles, com mel, pròpolis i gelea reial en la prevenció i tractament de diferents condicions clíniques. Tampoc no hi ha suport científic per al seu ús en el tractament de malalties greus com ara càncer o esclerosi múltiple.

## Història
L'ús i consum terapèutics dels productes de les abelles, no del seu verí, és present a les pràctiques de medicina tradicional xinesa, coreana, russa, egípcia i grega, i també van ser usades en temps d'Hipòcrates i Galè.
L'apiteràpia moderna, específicament l'ús terapèutic del verí d'abella, va ser iniciat pel metge austríac Philip Terc, a l'article publicat el 1888: "Ueber eine merkwürdige Beziehung des Bienenstichs zum Rheumatismus" (Informe sobre una connexió peculiar entre les picades d'abella i el reumatisme).
La seva popularitat més recent en l'àmbit de la medicina alternativa s'atribueix al metge hongarès Bodog F. Beck, que va encunyar el terme apiteràpia ("apitherapy'') el 1935, i a l'apicultor nord-americà Charles Mraz (1905-1999) qui la va promoure a la segona meitat del segle XX.

## Riscos i efectes adversos
El tractament amb verí d'abella causa amb freqüència efectes adversos i l'exposició freqüent al verí també pot provocar artropatia. En persones sensibles, els compostos del verí poden actuar com a al·lèrgens, causant un espectre de reaccions al·lèrgiques que poden variar des d'inflamació local lleu a reaccions sistèmiques greus, xoc anafilàctic o fins i tot la mort.
L'apiteràpia coneguda com a "acupuntura amb abelles vives" és "insegura i desaconsellable", segons els investigadors que van estudiar el cas de la mort d'una dona de 55 anys que va morir el març del 2018, després de rebre aquest tractament i patir un episodi anafilàctic greu al què el professional d'apiteràpia no va respondre administrant adrenalina. Tot i que la pacient va poder ser estabilitzada pel personal de l'ambulància camí a l'hospital, aquesta va morir setmanes més tard per les complicacions mèdiques que van resultar en una insuficiència orgànica múltiple.